# Sint-Cathelijne
Sint-Cathelijne of Sint-Catharina is een voormalig dorp in West-Zeeuws-Vlaanderen in de Nederlandse provincie Zeeland. Het bevond zich ongeveer 1 km ten zuidoosten van Oostburg bevond.

## Geschiedenis

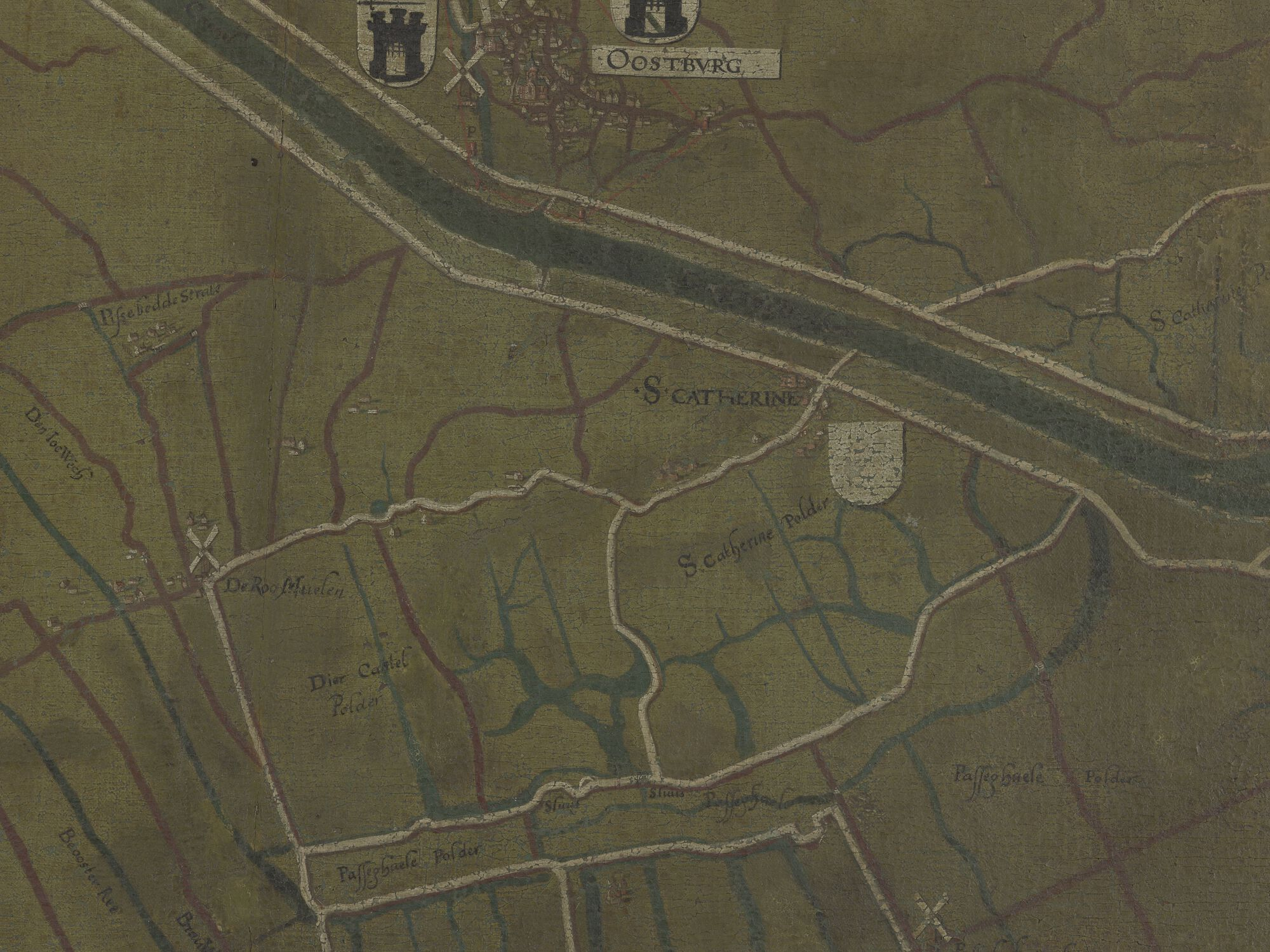
S. Catherine op de Pourbuskaart (1571) met bovenaan Oostburg

Het dorp werd voor de eerste maal vernoemd in 1243 en de eerste kerk is vermoedelijk in het eerste kwart van de 13e eeuw gebouwd.
Het dorp is verdronken bij de stormvloed van 1375, maar omstreeks 1400 werd de kerk weer opgebouwd. Tijdens de Sint-Elisabethsvloed van 1404 ging het dorp opnieuw ten onder, om tijdens de Cosmas- en Damianusvloed van 1477 definitief verwoest te worden.
In 1604 werd de Cathelijneschans aangelegd op de resten van het dorp, als onderdeel van de Linie van Oostburg. Ook de in 1650 drooggelegde Cathelijnepolder herinnert aan de voormalige parochie.
Toen in 1962 de resten van de kerk van Sint-Cathelijne door toeval aan het licht kwamen, bij het verleggen van een weg, heeft men opgravingen verricht. Daarbij vond men graven en skeletten, maar ook delen van de fundering van de kerk, bouwmaterialen zoals Doornikse steen en leisteen, en een fundering die op dekzand was geplaatst, waartoe men het veen drie meter diep moest uitgraven.